# Pseudoschmidtia curticerca
Pseudoschmidtia curticerca är en insektsart som beskrevs av Marius Descamps 1964. Pseudoschmidtia curticerca ingår i släktet Pseudoschmidtia och familjen Euschmidtiidae. Inga underarter finns listade i Catalogue of Life.